# Ёцуя Кайдан

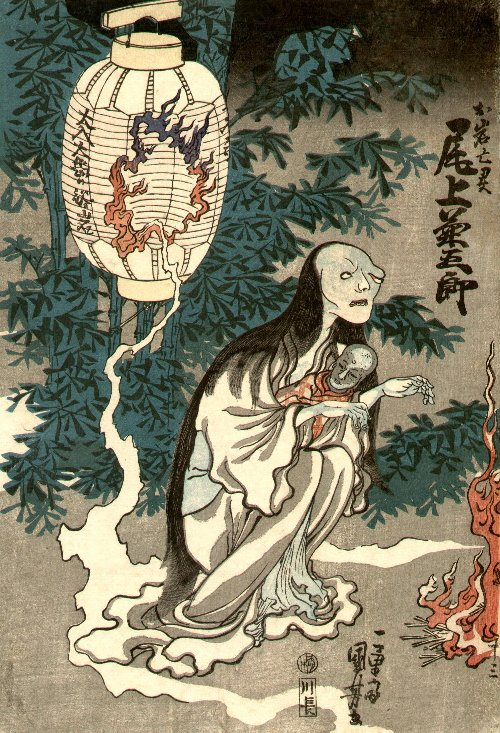
Утагава Куниёси. Портрет Оивы

Ёцуя кайдан (яп. 四谷怪談), полное название Токайдо Ёцуя кайдан (яп. 東海道四谷怪談 То:кайдо: Ёцуя кайдан, «История о призраке из деревни Ёцуя в области Токайдо») — классическая пьеса театра кабуки, автором которой был Цуруя Намбоку IV (1755—1839). Первая постановка состоялась в 1825 году. Представляет собой стереотипный кайдан, то есть характерную для культуры Японии историю о призраках (и вообще потустороннем), мести и карме.

## Сюжет
«Ёцуя Кайдан» повествует о страстях и мере человеческой подлости (впрочем, содержание пьесы таково, что подлость эта невольно оправдана тем, что вызвана любовью). Главные герои оказываются связаны друг с другом амурными чувствами, преступлениями и сложной социальной обстановкой. Они пытаются вырваться из сетей судьбы (в основном совершая всё новые и новые преступления). Силён мотив обезумевшей от горя жены, представлены изменчивая мужская привязанность, сильное женское чувство, женские ревность и соперничество.
(Замечание: Пересказ пьесы основан на постановке 1825 года в театре Накамураца и не включает в себя сюжетные линии и персонажей, представленных в последующих интерпретациях).
Акт первый.
Ронин Тамия Иэмон и его тесть, Ёцуа Самон, ведут напряжённый разговор о дочери Самона Оиве. После того, как Самон предлагает Иэмону расстаться с Оивой, ронин свирепеет и убивает тестя.
В следующей сцене представлен персонаж Наосукэ, страстно влюблённый в сестру Оивы, проститутку Осодэ, несмотря на то, что она уже замужем за Сато Ёмоситии. Наосукэ заигрывает с Осодэ в местном борделе. Внезапно в помещение входят Ёмосити и Такуэцу, хозяин борделя. Поскольку Наосукэ не может заплатить сумму, запрошенную Такуэцу, хозяин и Ёмосити издеваются над ним и силой выгоняют из борделя.
Вскоре после этого пьяный Наосукэ убивает Окуду Сёзабуро, своего бывшего господина, приняв его за Ёмосити. Это происходит одновременно с убийством Самона.
Иэмон и Наосукэ объединяются и договариваются соврать Оиве и Осодэ, пообещав им отомстить человеку, убившему их отца. В обмен на это Осодэ соглашается выйти замуж за Наосукэ.
Акт второй
Оумэ, внучка Ито Кихея, влюблена в Иэмона, однако считает себя менее привлекательной, чем Оива, и полагает, что Иэмон никогда не захочет взять её в жёны. Видя бедственное положение внучки, Ито задумывает изуродовать Оиву, послав ей разъедающий кожу яд под видом крема для лица. Ничего не подозревающая Оива наносит крем, который моментально увечит её. Когда Иэмон видит, во что превратилось лицо его жены, он решает, что больше не может быть с ней. Он просит Такуэцу изнасиловать Оиву, чтобы иметь вескую причину для развода.
Такуэцу не может заставить себя надругаться над девушкой. Вместо этого он показывает ей её отражение в зеркале. Когда Оива осознаёт, что была обманута, она в ярости хватает меч и бежит к двери. Такуэцу почти удаётся схватить её, но Оива в попытке увернуться случайно протыкает себе горло наконечником меча. Умирая, она проклинает имя Иэмона.
Второй акт завершается тем, что призрак Оивы хитростью заставляет Иэмона убить Оумэ и Ито в день своей свадьбы.
Акт третий
Оставшиеся члены семьи Ито уничтожены. Иэмон бросает Оюми, мать Оумэ, в канал Онбо, а её служанка Омаки тонет случайно.
Под видом Гонбея, торговца угрями, Наосукэ приходит к Иэмону и шантажирует его, чтобы тот передал ему ценный документ.
Иэмон ловит рыбу в канале Онбо и размышляет о том, что ждёт его в будущем.
Позже зрители видят, как на набережной канала Иэмон, Ёмошичи и Наосукэ пытаются отобрать друг у друга какую-то бумагу. Записка переходит из рук в руки в полутьме.
Акт четвёртый
Наосукэ заставляет Осодэ консумировать их брак, к которому она на удивление равнодушна. Появляется Ёмосити, который обвиняет Осодэ в супружеской измене. Осодэ решает принять смерть во искупление грехов и убеждает Наосукэ и Ёмосити убить её. Она оставляет прощальную записку, из которой Наосукэ узнаёт, что почившая была его младшей сестрой. Наосукэ, ощущая себя виновным в смерти девушки и своего бывшего господина, совершает самоубийство.
Акт пятый
Иэмон, всё ещё преследуемый призраком Оивы, бежит из дома и находит уединённое пристанище в горах. Видения и реальность начинают сливаться, а Оива является всё чаще. Он впадает в безумие. Из мести и сочувствия Ёмосити прекращает страдания Иэмона.

## «Ёцуя кайдан» в кино и аниме
- Призрак Ёцуи (1949, Кэйсукэ Киносита)
- Пик предательства[англ.] (1994, Киндзи Фукасаку)
- Токайдо Ёцуя кайдан (1956, Масаки Мори)
- Ёцуя кайдан (1959, Кэндзи Мисуми)
- Токайдо Ёцуя кайдан (1959, Нобуо Накагава)
- Ёцуя кайдан (1965, Сиро Тоёда)
- Ayakashi (2006)